# 日産レンタカー
日産レンタカー（にっさんレンタカー）とは、日産自動車子会社の日産カーレンタルソリューションが行っている日本のレンタカー事業である。アメリカ合衆国のグアムにはグアム日産モーターズ子会社のNissan Rent-A-Carがある。

## 概要
1966年8月に日産観光サービス（後の日産カーリース）がレンタカー事業を開始。取扱車種は日産車が主で、他社からのOEM車種、販売を終了している車種、旧型の車種を扱っている場合がある。日産では取り扱わない大型トラックについてはかつての関連会社だったUDトラックス（旧・日産ディーゼル）製の車種が用意されるほか、地域によっては日産以外のメーカーの車種が用意されることがある。
2008年12月からは日産フィナンシャルサービス（2000年7月に日産クレジット、日産カーリース、日産カーライフネットワークの合併により設立）からレンタカー部門を分離して設立した日産カーレンタルソリューションが「日産レンタカー」の事業主となっている。
一部店舗ではフェアレディZやスカイラインクーペといったスペシャリティカーも取り扱うほか、スペシャリティカー取扱店舗のうちの7店舗はGT-Rがキャンペーンの一環で取り扱われている。

## 事件・事故
2017年4月9日、外部のブログより公式サイトに存在する脆弱性について指摘があった。この脆弱性により漏洩しうる会員の個人情報は以下の通り。
- 氏名
- 性別
- 住所
- 電話番号
- メールアドレス
- 生パスワード
- 運転免許証番号

脆弱性は即日修正されたが、それまでに会員登録のあったユーザーの個人情報は全て漏洩していた可能性がある。この件について、日産レンタカー側からサイト上での告知がなされている。

## 取扱車種・料金クラス区分
取扱車種と料金クラス区分は以下の通りである。地域により一部取扱のない車種がある。
W1クラスは「クラスおまかせ」となっており、W4クラス・WH4クラス・W6クラスのいずれかをW4クラスよりも割安な基本料金で利用が可能となる。なお、車種により乗員人数が異なるため、予約時に乗車予定人数を知らせる必要がある。
なお、PS8クラス、Tクラス、WWクラス、Mクラスは取扱店舗が限られるほか、電話からの受付のみである。

### 乗用車(P/PT/PH/PSクラス)
- 軽・コンパクト
  - P0：デイズ
  - PT0：ルークス
  - P2：マーチ、ノート、キューブ
  - PH2：ノート e-POWER
- スタンダード
  - P5：ウイングロード
  - PT5：NV200バネット（ワゴン）
  - P6：シルフィ
- 高級車
  - PH9：スカイライン（ハイブリッド車）
- スペシャリティカー
  - PS8：フェアレディZ

### ミニバン・ワゴン(W/WHクラス)
- W1：ワゴンクラスおまかせ
- W4：セレナ
- WH4：セレナ e-POWER
- W5：NV350キャラバン（ワゴン）
- W6：エルグランド

### RV(RV/RHクラス)
- RH0：キックス
- RV1：エクストレイル（ガソリン車）
- RH2：エクストレイル e-POWER

### 電気自動車(Eクラス)
- E0：サクラ
- E5：リーフ

### 商用車(V/Cクラス)
- V1：AD
- C0：クリッパーバン
- C1：NV200バネット（バン）
- C2：NV350キャラバン（バン）

### トラック(Tクラス)
- T0：クリッパートラック
- T1：バネットトラック
- T2：アトラス（2t平ボディ）
- T4：アトラス（2tアルミバン、2tアルミバン パワーゲート付、2tロングアルミバン）
- T5：アトラス（2tロングアルミバン パワーゲート付）

### 福祉車両(WWクラス)
- WW0：クリッパーリオ チェアキャブ
- WW4：セレナ チェアキャブ
- WW5：キャラバン チェアキャブ

### マイクロバス(Mクラス)
- M1：シビリアン

## ワンウェイドライブサービス
乗り捨て（ワンウェイドライブサービス）は、料金がクラス別に分かれており、事前予約が必要。変更の際は出発店舗の承諾が必要で、承諾を得ずに乗捨を行った場合は、返還場所の変更によって必要となる回送のための費用×200%が違約金として請求される。本州・四国・九州・沖縄の場合、乗り捨て先の店舗が20km以内の場合は無料で、乗り捨て先の店舗が21km以上の場合は距離によってワンウェイドライブサービス料金を算出する。但し、以下の例外がある。
- マイクロバス・サクラは全国一律でワンウェイドライブサービスを利用できない。
- 北海道におけるワンウェイドライブサービス料金は、エリアごとに別に定める。また、エリア内におけるワンウェイドライブサービス料金は無料であるが、エリア外に乗り捨てを行う場合は三角表によりワンウェイドライブサービス料金を算出する。
- 北海道〜本州・四国・九州・沖縄、沖縄～北海道・本州・四国・九州の各都府県間ではワンウェイドライブサービスを利用できない。
- 神戸～徳島エリア、岡山～高松エリア、福山～松山エリアは、明石海峡大橋・大鳴門橋・瀬戸大橋・しまなみ海道の通行料をワンウェイドライブサービス料金に含む。
- 一部店舗ではワンウェイドライブサービス利用不可の店舗もある。

## 店舗

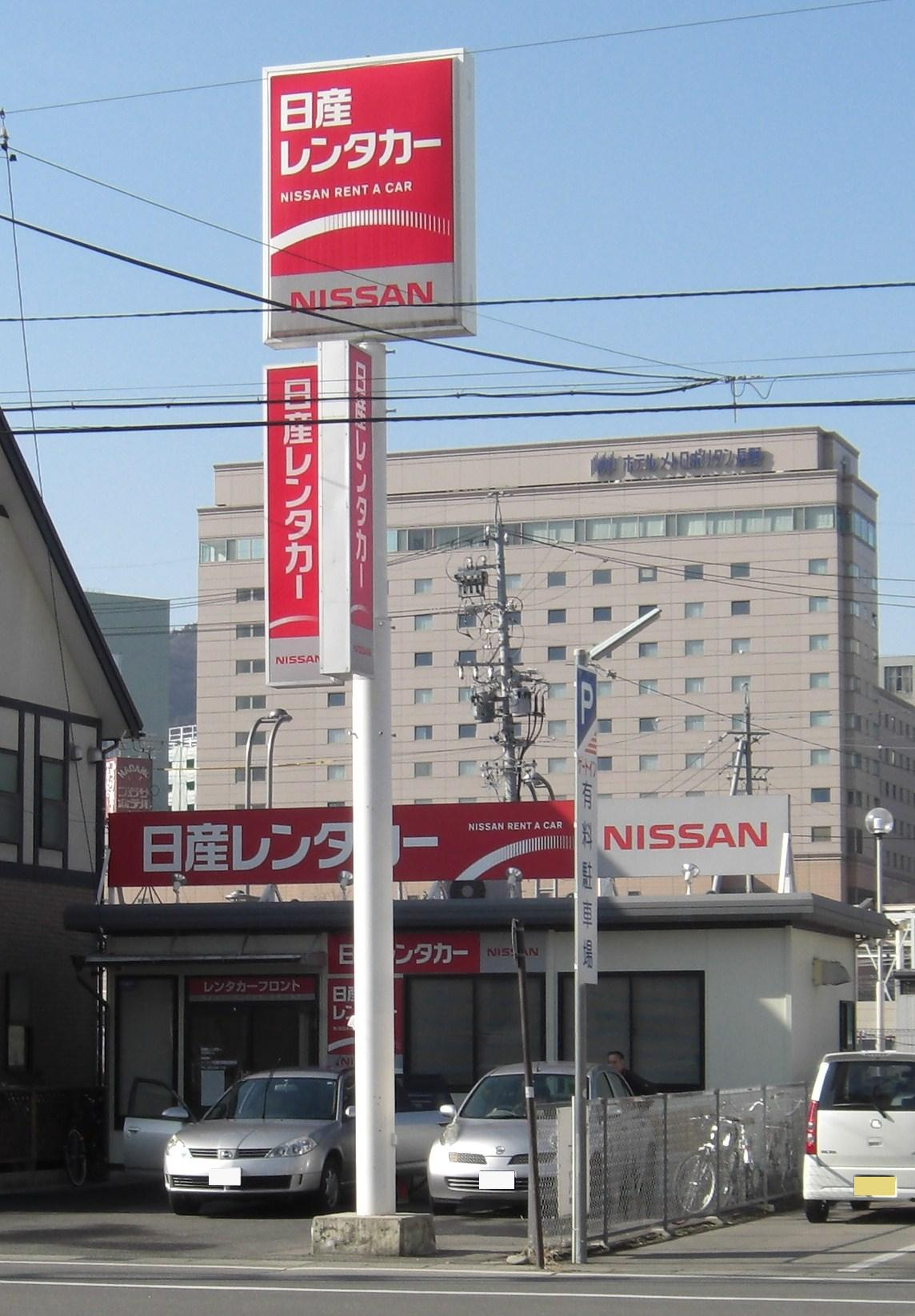
長野駅東口店

2020年10月時点で日本国内に347店を展開する。

### フランチャイジー会社
「日産レンタカー」の事業主である日産カーレンタルソリューションでは自社運営の他に「日産レンタカー」のフランチャイズ付与も行っており、以下のフランチャイジー会社でも「日産レンタカー」の運営を行っている。フランチャイジー会社には、日産系の販売ディーラーやその傘下企業のみならず、日産自動車グループ外の企業も含まれる。
- 日産レンタカー青森
- 日産レンタリース秋田
- 日産レンタカー岩手
- 山形日産石油販売
- エヌ・シー・シー（山形県）
- 日産プリンス宮城販売（日産ネットワークホールディングスの傘下企業）
- 日産レンタカー栃木
- エヌティ陸送（東京都・日産東京販売ホールディングスの傘下会社）
- レンタルギア山梨
- 日産レンタカー長野
- 日産サティオ新潟西
- 富山日産自動車
- 福井日産自動車
- 日産レンタカー静岡
- 東洋建機（和歌山県）
- GNN（奈良県）
- 日産レンタリース阪南（大阪府）
- 福山日産レンタリース（広島県・鞆鉄道のグループ会社）
- 岡田産業（山口県）
- 徳島日産自動車
- 五島運輸（長崎県）
- NNソリューションズ（長崎県）
- 日産プリンス大分販売（日産ネットワークホールディングスの傘下企業）
- 種子島航空センター（鹿児島県）
- 日産レンタリース沖縄
- ニッサンレンタリース石垣（沖縄県）

## 会員制度・割引

### 23ボーナスクラブ
個人向けの会員制度で、離島（利尻島・礼文島）を除く店舗での基本料金割引、ポイント還元（一定のポイントがたまると基本料金の割引に使用できる「ボーナス優待券」が郵送で送られる）、チャイルドシート（ベビーシート・ジュニアシートでも可）の無料貸し出しの3つの特典を受けることができる。なお、初回入会特典としてアプリもしくはWebの場合は新規入会ポイントが、店頭の場合は「ボーナス優待券」が進呈される。

### 日産カードでの割引優待
日産フィナンシャルサービスが発行する日産カードでの支払い時に、一部クラスの基本料金が一律割引となる（離島(利尻島・礼文島)を除く、旅行会社経由での予約利用は対象外、他の割引との併用は不可）。なお、日産カードだけでなく、同社が発行する「NISMO CARD」や「Biz NISSAN CARD」でも同じように割引優待を受けることができる。

### 法人会員
法人向けの会員制度では利用の都度現金で払う「ビジネスカード」と、現金不要で月毎一括請求の「ゴールドカード」の2種類がある。特典内容は共通で、会員特別料金の適応、大型保険補償「日産安心サポートプラン（NAS）」の適応、提携ホテルにおける割引優待、一部店舗に設置している無人端末機「クイックチェック端末」が利用できる特典がある。